# Lukowit
Lukovit (bulgarisch Луковит, englisch Lukovit) ist eine Stadt in Nordbulgarien und Teil der Oblast Lowetsch. Gleichzeitig ist sie der Hauptort einer gleichnamigen Gemeinde. Im Dezember 2009 betrug die Einwohnerzahl 9630.
Die Stadt liegt an beiden Ufern des Flusses Slatna Panega, unweit an dessen Mündung in den Iskar bei Tscherwen brjeg.

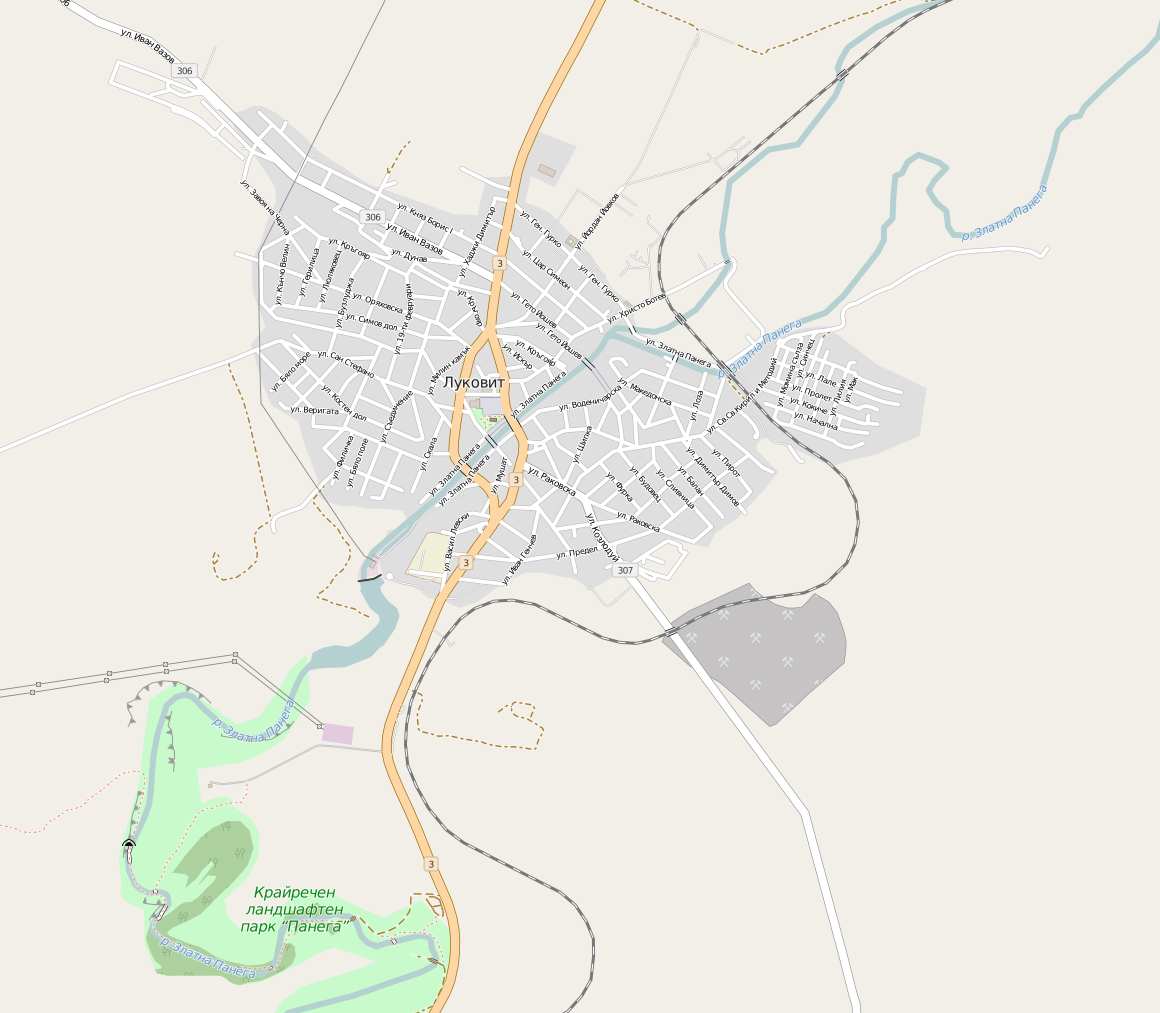
Map of Lukovit

## Geschichte
Früheste Siedlungsspuren in der Gegend stammen bereits aus dem 5. Jahrtausend v. Chr. In der nahgelegene Höhle Temnata Dupka, die sich im Canyon des Flusses Slatna Panega befindet, wurden Spuren des Homo sapiens gefunden. Es folgten Thraker (ein thrakisches Schatz aus dem 4. Jahrhundert v. Chr. wurde nach der Stadt gefunden), Römer und Bulgaren – was durch archäologische Funde gefundene wie Armbänder, bronzene Äxte, die als Tauschmittel dienten, Münzen, Stücke von Tonwaren, Schmuck, Teile von Steinsäulen, Handmühlen und andere belegt ist.
Wann Lukowit an diesem Ort besiedelt wurde und seit wann es diesen Namen trägt, ist unbekannt. Es wurde angenommen, dass Lukowit als Siedlung aus der Mitte des 18. Jahrhunderts stammt – 1740–1750. Aus den in der Bulgarischen Nationalbibliothek in Sofia befindlichen osmanischen Registern des 15. Jahrhunderts ist jedoch überliefert, dass das ein Dorf Gorni Lukowit bereits um 1430 bei der Eroberung der Region durch ihnen existierte. In einem weiteren Steuerregister aus dem Jahr 1495 ist der Name eines Dorfes Gorni Lukowit mit 47 Häusern überliefert. Zusammen mit den nahegelegenen Karlukowo – 39 Häuser, Dolni Lukowit – 44 Häuser und andere Ortschaften gehörte es zum Nedelichko Vilayet.
Am Ende des 17. Jahrhunderts, 1683–1687, wird Lukowit im Zusammenhang mit der Konvertierung der Bulgaren entlang der Flüsse Wit und Iskar zum Islam in historischen Quellen erwähnt. Laut Wassil Mikow war Lukowit jedoch nicht vollständig muslimisch, denn für das Jahr 1860  wird der Ort mit 250 muslimische und 260 christliche Häuser in den osmanischen Registern angegeben. Als um 1794 der osmanische Verwalter der Region Widin –  Osman Pazvantoğlu gegen die Zentralmacht rebellierte, waren bürgerkriegsähnliche Zustände in der Region an der Tagesordnung. Während der Kämpfe wurde die Region Opfer von marodierenden türkischen Freischärlern (Başı Bozuk) und Tscherkessen und ein Teil Bevölkerung flüchtete. So fand auch der Bischof von Widin, Sophronius, zunächst Zuflucht im nahgelegenen Karlukowo-Kloster, bevor er nördlich der Donau in die Walachei ins Exil ging. Nach Überlieferungen wurden in dieser Zeit mehrere Siedlungen entlang des Iskar-Ufers aufgegeben und die Bevölkerung zog nach Lukowit.
Nach der Befreiung Bulgariens 1878 und die Wiederherstellung der bulgarischen Staatlichkeit, verließ der Großteil der Muslime die Region. In dieser Periode entstand das weitverbreitete Folklore-Lied Луковитски моми Lukowiter Mädels.

## Söhne und Töchter der Stadt
- Ivan Krastev (* 1965), bulgarischer Politologe, Publizist und Politikberater
- Bratan Zenow (* 1964), bulgarischer Ringer, Weltmeister und Europameister im griechisch-römischen Stil